# Horní Vilémovice
Horní Vilémovice (německy Ober Willimowitz, dříve uváděny jako Horní Vilímovice, případně také Vilémovičky) jsou obec v okrese Třebíč v Kraji Vysočina. Leží asi 10 km severně od města Třebíče. Žije zde 78 obyvatel.  Nedaleko od obce pramení Klapovský potok.
Sousedními obcemi sídla jsou Okřešice, Červená Lhota, Čechtín, Benetice, Třebíč, Hroznatín, Přeckov a Trnava.

## Geografie
Horními Vilémovicemi prochází ze západu na východ silnice z Benetic do Přeckova, přes území obce pak ze severu k jihu prochází i silnice z Benetic do Budíkovic, z této silnice pak východně vychází užitková lesní silnice do Trnavy. Přes území obce vede cyklostezka 5214 do Trnavy a cyklostezka 103 z jihu na sever. Z jihu na sever kolem kopce Jelení hlava a přes zastavěné území obce vede zelená turistická stezka, od rozcestníku Pod Jelení hlavou vychází západně žlutá turistická stezka, která vede kolem Velkého Javoru.
Oblast severně a jižně od zastavěného území obce je kopcovitá, ale přesto je zemědělsky využívána, nejsevernější výspa území obce severně od vesnice je kopcovitá a zalesněná, jižní část území od Klapovského potoka je značně kopcovitá a velmi výrazně zalesněná. Severně, východně i západně od zastavěného území obce se nachází několik oblastí s loukami.
Na západním okraji území pramení potok Lubí, který pak tvoří část severozápadní hranice území obce, nedaleko Velkého Javoru se do něj pak vlévá nepojmenovaný potok, který vyvěrá ze studánek Cikánka a Studánka. Následně na jeho toku leží rybník Spáleňák, protéká pod vrcholem Jelení hlava a následně tvoří část jižní hranice území obce, posléze se u Třebíče vlévá do Jihlavy. U silnice do Benetic pramení Trnavský potok, teče východně a na jeho toku leží nepojmenovaný rybník a je zavodňován také studánkou Pod trafikou, následně teče východně k Trnavě, kde se vlévá do Klapovského potoka. Západně od území obce jižně od Benetic pramení Klapovský potok, který následně tvoří část hranic území obce, posléze protéká východně přes celé území obce a tvoří část jeho severovýchodní hranice a následně pokračuje k Trnavě, pak teče jižně a jižně od Ptáčova se vlévá do Jihlavy. Severně od zastavěného území obce pramení potok Oslavička, na jeho toku leží několik nepojmenovaných rybníků a následně teče na východ směrem k Petrávči, kde se po asi 10 km vlévá do Oslavy. Na severním okraji obce pramení také nepojmenovaný potok, který teče směrem k Bochovicím, kde se vlévá do Bochovického potoka.
Většina území obce je kopcovitá a jeho nadmořská výška se pohybuje mezi 550 a 600 metry nad mořem. Severozápadně od zastavěného území obce u hranic území obce se nachází vrchol Skalníky (632 m). Na severním okraji zastavěného území obce se nachází poměrně výrazný svah. Na jihozápadním okraji území obce se nachází Čechtínský kopec (662 m), přibližně ve středu zalesněného území u silnice do Benetic se nachází vrchol Kobylí hlava (617 m), těsně za jižní hranicí území obce se nachází vrchol Hora (613 m).
Na západním okraji obce nedaleko Věstoňovic jsou dva památné stromy, Velký javor a Buk u velkého javoru. Východní část území obce se nachází v Přírodním parku Třebíčsko.

## Historie
První zmínka o obci pochází z roku 1360, kdy je zmiňována v majetku Víta z Vilímovic, založena měla být ve stejné době jako sousední Benetice třebíčským klášterem. V roce 1416 prodal Jan z Vilímovic prodal dvůr ve vsi Filipovi Kobernovi z Rojetína a Filip z Hodova prodal dvůr ve vsi Vachkovi Klučákovi z Hroznětína. V roce 1556 ves spojena s třebíčským panstvím. V témže roce 1556 se uvádějí tři láníci: Mach Nováčků, Jan Jašů a Jíra Kobáč. V lánovém rejstříku z roku 1675 jsou uvedeni 4 svobodní sedláci: Martin Krčál, Jan Hňup, Pavel Jaša a Matyáš Krčál.
V roce 1750 se ve Vilímovicích připomínají 4 svobodní dvořáci – Martin Krčál, Pavel Jaša, Matěj Nečas a Jan Hňup, kteří používali své vlastní pečeti. V roce 1788 byl dostavěn evangelický kostel, roku 1902 k němu byla přistavěna věž. V roce 1850 se obec nazývala Horní Vilímovice (německy Ober Willimowitz) a měla 193 obyvatel. V roce 1894 zde byla zřízená obecná škola a v roce 1898 zde byl zřízen hasičský sbor. Nejstaršími obyvateli je rod Jašů, který zde sídlí již přes 400 let a to zřejmě již od roku 1538, kdy (15. 5.) zakoupil dvůr ve Vilímovicích za 67 kop. gr. Jan Jaša od Martina Hrachovce. Majitelé třebíčského panství dali Horní Vilémovice pod správu Josefa Františka Valdštejna-Vartenberka a jeho manželky.
Do roku 1849 patřily Horní Vilémovice do třebíčského panství, od roku 1850 patřily do okresu Jihlava, pak od roku 1855 do okresu Třebíč. Mezi lety 1976 a 1980 patřily Horní Vilémovice pod Benetice a mezi lety 1980 a 1990 byla obec začleněna pod Svatoslav, následně se obec osamostatnila.
| Rok            | 1869 | 1880 | 1890 | 1900 | 1910 | 1921 | 1930 | 1950 | 1961 | 1970 | 1980 | 1991 | 2001 | 2011 | 2021 |
| -------------- | ---- | ---- | ---- | ---- | ---- | ---- | ---- | ---- | ---- | ---- | ---- | ---- | ---- | ---- | ---- |
| Počet obyvatel | 194  | 212  | 239  | 224  | 225  | 210  | 177  | 124  | 133  | 112  | 85   | 85   | 83   | 83   | 80   |
| Počet domů     | 36   | 35   | 36   | 36   | 37   | 37   | 33   | 33   | 31   | 28   | 24   | 35   | 37   | 36   | 35   |

## Politika
V letech 1998–2006 působila jako starostka Bohuslava Koukalová, od roku 2006–2022 tuto funkci zastával Vlastimil Caha. V roce 2022 byl zvolen do funkce starosty Jiří Popek.

### Volby do Poslanecké sněmovny
|       | 2006              | 2010              | 2013              | 2017              | 2021                  |
| ----- | ----------------- | ----------------- | ----------------- | ----------------- | --------------------- |
| 1.    | ODS (32,0 %)      | ČSSD (22,0 %)     | ANO 2011 (24,0 %) | ANO (31,91 %)     | ANO (22,64 %)         |
| 2.    | ČSSD (32,0 %)     | ODS (18,0 %)      | KSČM (24,0 %)     | ČSSD (14,89 %)    | Piráti+STAN (20,75 %) |
| 3.    | KDU-ČSL (14,0 %)  | TOP 09 (16,0 %)   | ČSSD (18,0 %)     | Piráti (14,89 %)  | SPOLU (16,98 %)       |
| účast | 75,00 % (51 z 68) | 78,46 % (51 z 65) | 80,65 % (50 z 62) | 72,73 % (48 z 66) | 76,81 % (53 z 69)     |

### Volby do krajského zastupitelstva
|      | 1.                     | 2.                       | 3.                           | účast             |
| ---- | ---------------------- | ------------------------ | ---------------------------- | ----------------- |
| 2000 | SNK (45,71 %)          | ODS (25,71 %)            | 4KOALICE (14,28 %)           | 57,14 % (36 z 63) |
| 2004 | SNK (36 %)             | ODS (20 %)               | KDU-ČSL (16 %)               | 38,23 % (26 z 68) |
| 2008 | ČSSD (48,78 %)         | ODS (17,07 %)            | DOHODA pro Vysočinu (9,75 %) | 62,12 % (41 z 66) |
| 2012 | Pro Vysočinu (33,33 %) | ČSSD (17,94 %)           | SPOZ (10,25 %)               | 60,94 % (39 z 64) |
| 2016 | ČSSD (25 %)            | ANO 2011 (25 %)          | STAN+SNK ED (13,88 %)        | 52,94 % (36 z 68) |
| 2020 | Piráti (31,42 %)       | ČSSD (20 %)              | ANO (20 %)                   | 47,95 % (35 z 73) |
| 2024 | ANO (33,33 %)          | ODS+TOP 09+STO (16,66 %) | PŘÍSAHA (10 %)               | 50 % (31 z 62)    |

### Prezidentské volby
V prvním kole prezidentských voleb v roce 2013 první místo obsadil Jiří Dienstbier (13 hlasů), druhé místo obsadil Miloš Zeman (10 hlasů) a třetí místo obsadil Jan Fischer (9 hlasů). Volební účast byla 74,60 %, tj. 47 ze 63 oprávněných voličů. V druhém kole prezidentských voleb v roce 2013 první místo obsadil Miloš Zeman (31 hlasů) a druhé místo obsadil Karel Schwarzenberg (20 hlasů). Volební účast byla 80,95 %, tj. 51 ze 63 oprávněných voličů.
V prvním kole prezidentských voleb v roce 2018 první místo obsadil Jiří Drahoš (17 hlasů), druhé místo obsadil Miloš Zeman (16 hlasů) a třetí místo obsadil Michal Horáček (7 hlasů). Volební účast byla 70,59 %, tj. 48 ze 68 oprávněných voličů. V druhém kole prezidentských voleb v roce 2018 první místo obsadil Jiří Drahoš (25 hlasů) a druhé místo obsadil Miloš Zeman (23 hlasů). Volební účast byla 73,85 %, tj. 48 ze 65 oprávněných voličů.
V prvním kole prezidentských voleb v roce 2023 první místo obsadil Petr Pavel (12 hlasů), druhé místo obsadila Danuše Nerudová (11 hlasů) a třetí místo obsadil Andrej Babiš (9 hlasů). Volební účast byla 67,80 %, tj. 40 ze 59 oprávněných voličů. V druhém kole prezidentských voleb v roce 2023 první místo obsadil Petr Pavel (25 hlasů) a druhé místo obsadil Andrej Babiš (18 hlasů). Volební účast byla 72,88 %, tj. 43 ze 59 oprávněných voličů.

## Zajímavosti a pamětihodnosti
- Evangelický kostel z roku 1788, náleží do farního sboru Českobratrské církve evangelické v Horních Vilémovicích
- V místním evangelickém sboru působil farář Leonardo Teca, původem z Angoly
- Velký javor (javor klen) památný strom

## Osobnosti
- Václav Jaša (1886–1976), učitel, politik a novinář
- Čestmír Liškař (1920–1985), pedagog a didaktik
- Adolf Pospíšil (1904–1967), kazatel a redaktor
- Jaroslav Pujman (1897–1970), chirurg
- Jarmila Urbánková (1911–2000), básnířka a překladatelka

## Galerie

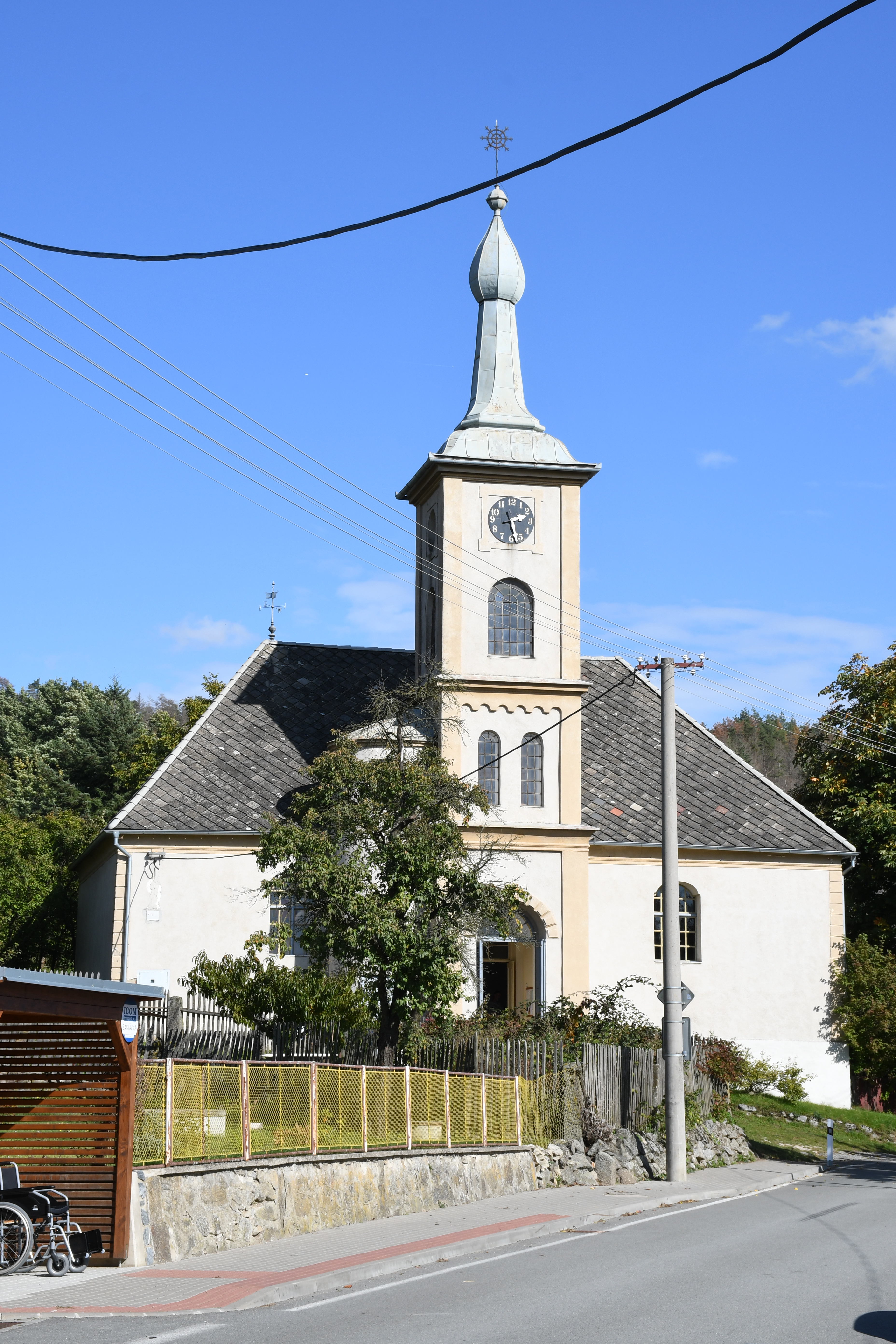
Evangelický kostel
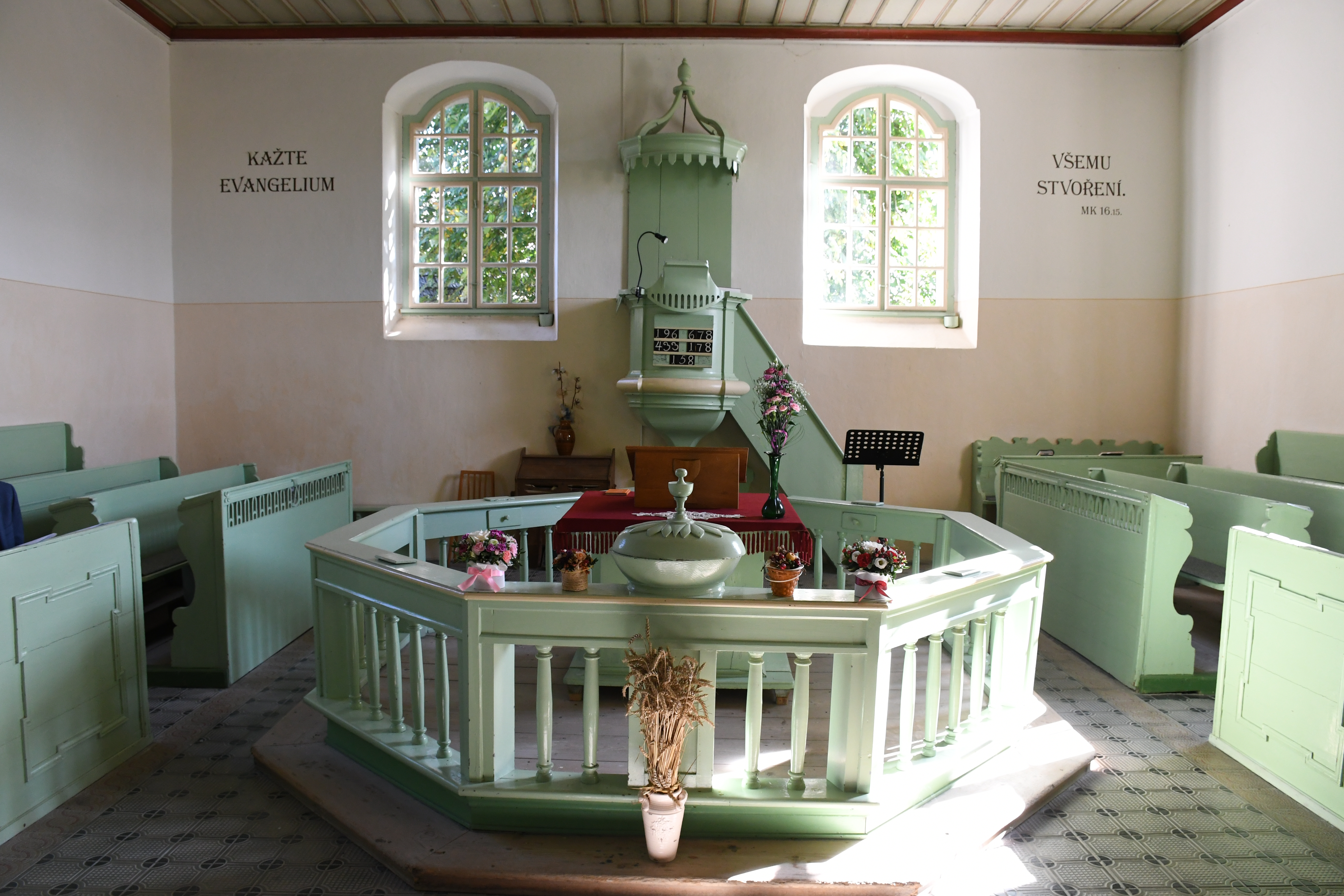
Interiér kostela
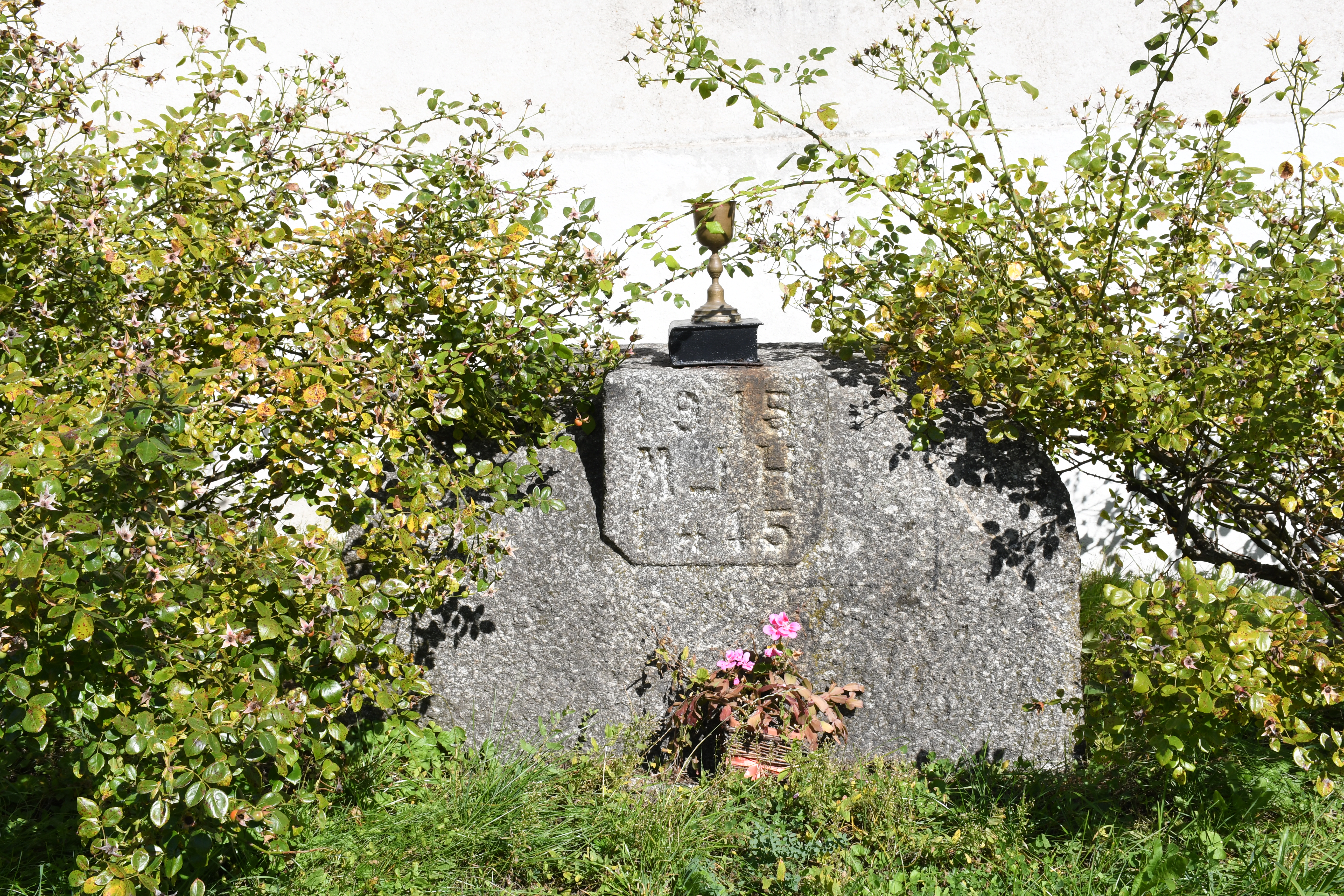
Pomník mistra Jana Husa před kostelem
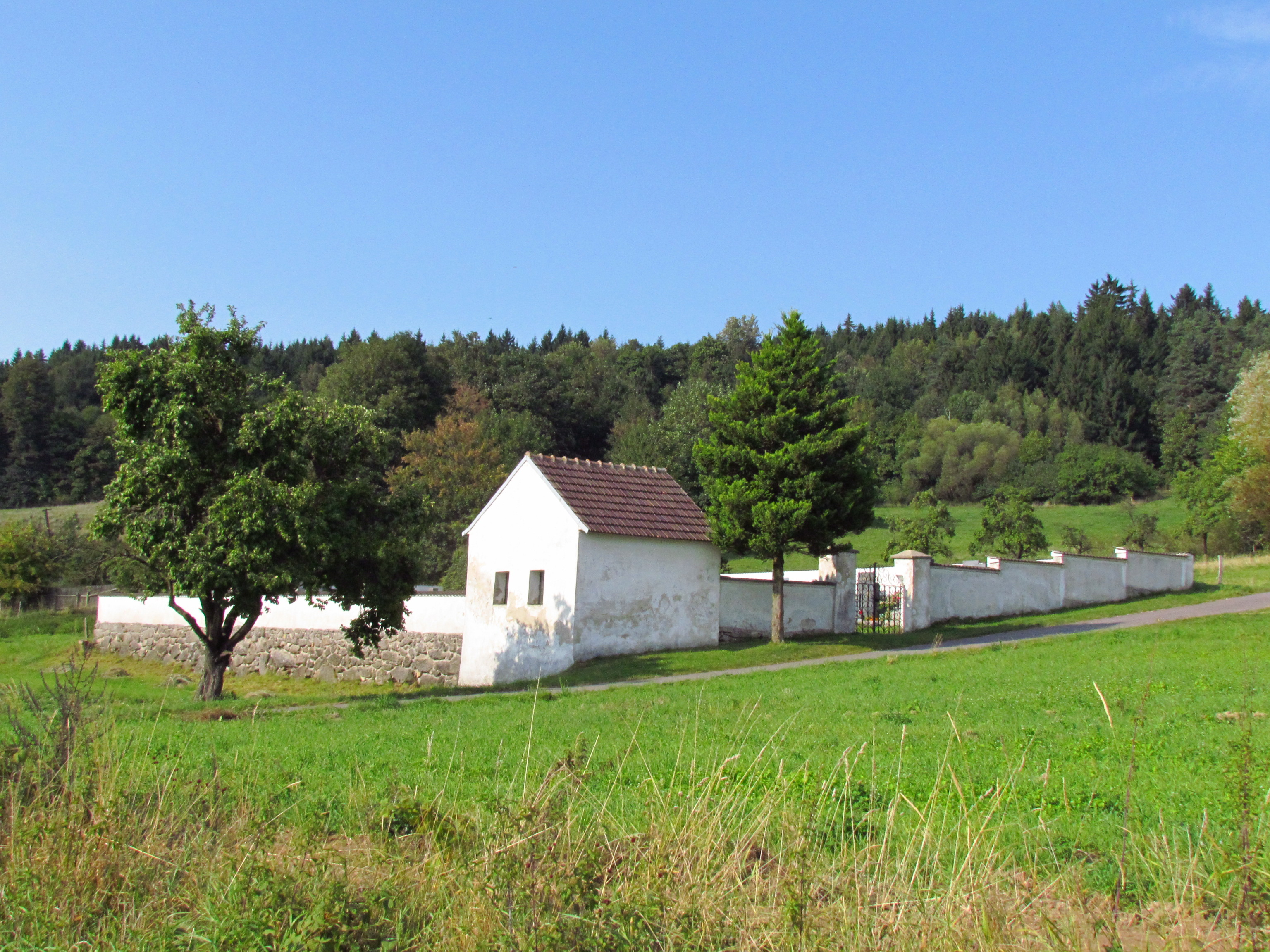
Hřbitov
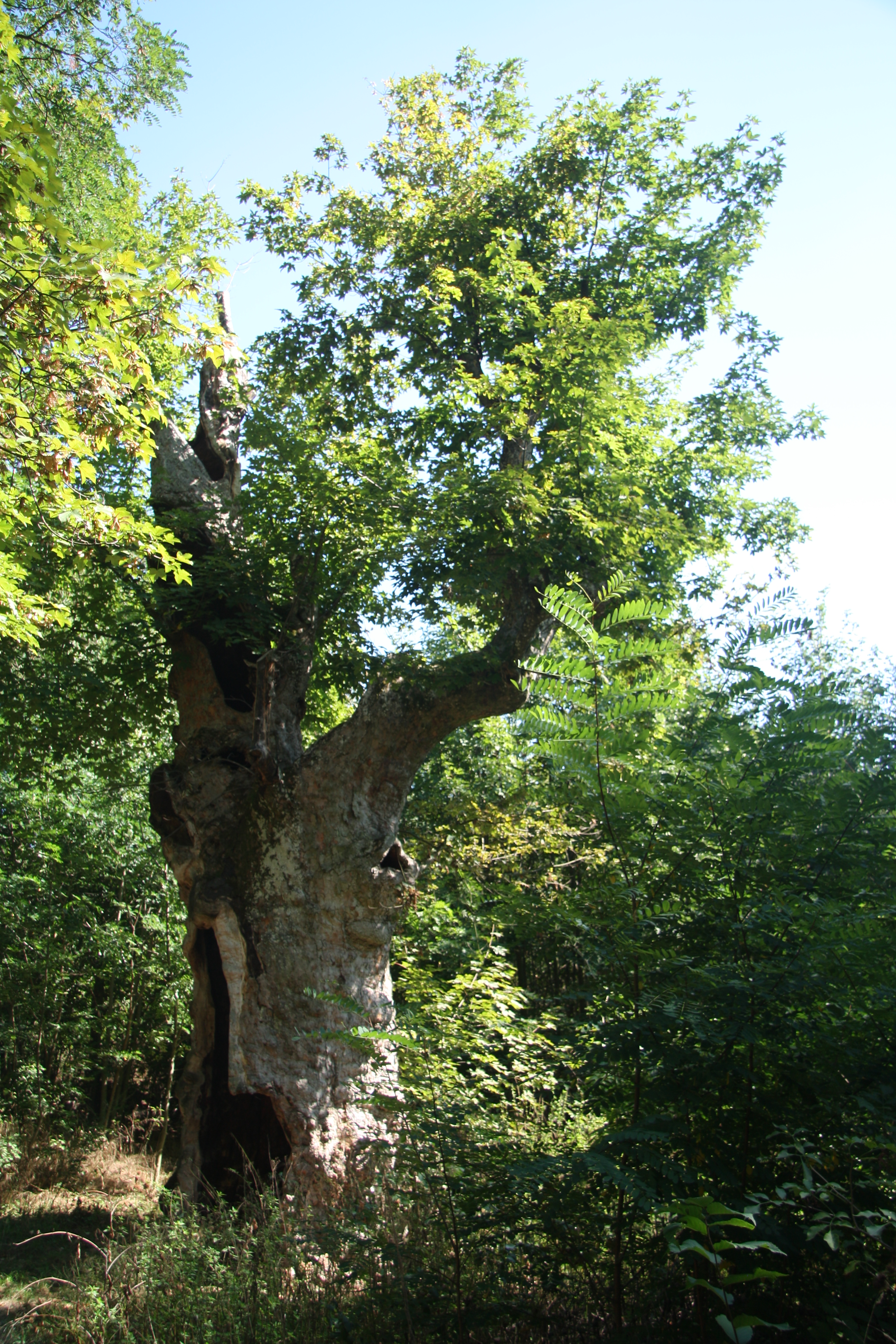
Velký javor, památný strom
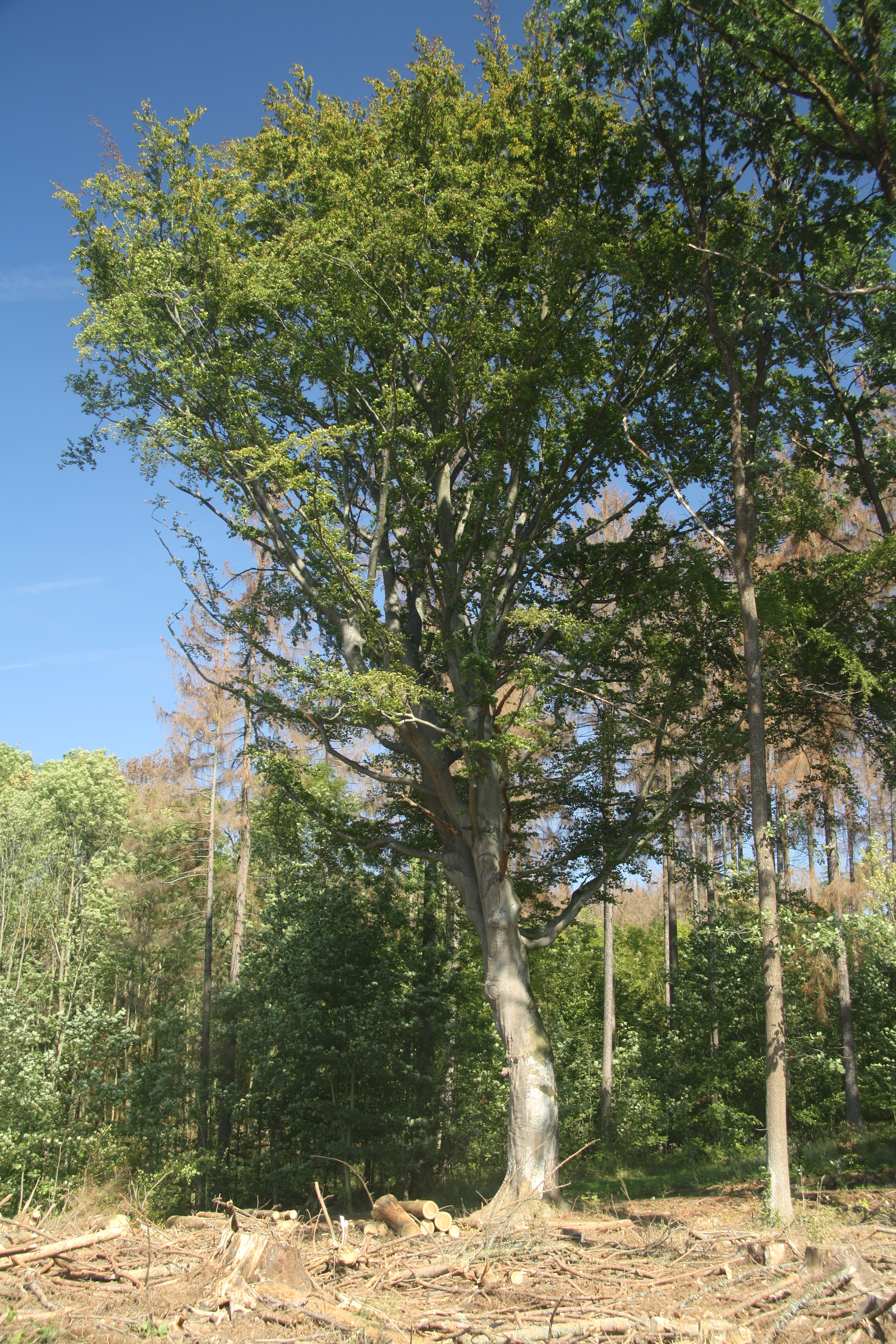
Buk u Velkého Javora, památný strom